# Metamorf bergart

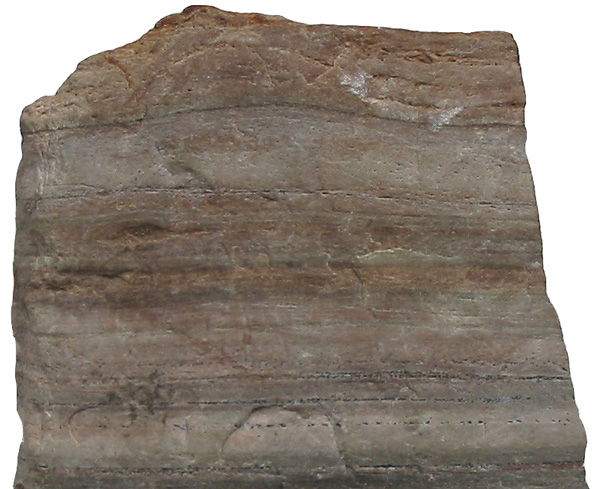
Kvartsit, en metamorf bergart.

En metamorf bergart även kallad metamorfit bildas när en tidigare bergart genomgår en viss typ av omvandling - metamorfos. Namnet kommer från de grekiska orden meta och morphe och betyder ändring av form. Om magmatiska, sedimentära eller äldre metamorfa bergarter utsätts för högt tryck, höga temperaturer eller en kombination av dessa så kan en metamorfos ske. Lösningar eller gaser kan också få en bergart att genomgå metamorfos, den kan förändra dess kemiska sammansättning genom att bortföra vissa ämnen och tillföra andra. Ursprungsbergarten kallar man protolit.
Metamorfa bergarter har genomgått en omvandling av antingen struktur, textur, mineralsammansättning eller en kombination av dessa under kristallina förhållanden, dvs utan att ursprungsmaterialet har smälts ner. En metamorfos kan ofta upptäckas både kemiskt och utseendemässigt.
Metamorfosen en bergart har genomgått kan indelas i en intensitet beroende på den temperatur metamorfosen skett under. Låg metamorfos sker vid temperaturerna 200–320 °C, intermediär vid 320–600 °C och hög metamorfos vid temperaturer över 600 °C.
Migmatiter är blandbergarter som ibland räknas till de metamorfa bergarterna ibland räknas de som bergarter som ligger mellan de metamorfa- och de magmatiska bergarterna utan att tillhöra någon av dem. Migmatiterna har genomgått en ultrametamorfos, vilket innebär att helt kristallinska bergarter delvis har smälts, en sådan smältning brukar man kalla en partiell smältning eller anatexis (ordet anatexis kan också användas för en mer fullständig smältning). Bergarter som bildas av en mer fullständig smälta än den som skapar migmatiterna kallas magmatiska bergarter (eftersom bergarter inte kan smälta ner fullständigt är dock även denna smälta alltid partiell).
Om ett bergartsnamn inleds med meta- så innebär det att det är en metamorf bergart, exempel på detta är metabasalt och metatuffit (långt ifrån alla metamorfa bergarter har dock detta prefix).

## Olika sorters metamorfos

### Regionalmetamorfos
Regionalmetamorfos sker när bergarter utsätts för både höga temperaturer och ett högt tryck som i samband med bildandet av en bergskedja eller vid spridningszoner. Oftast är regionalmetamorfa bergarter veckade. Namnet kommer av att metamorfosen sker över ett mycket utbrett rumsligt område.
Exempel på bergarter som kan bildas genom regionalmetamorfos men vissa även på andra sätt är gnejs,granitgnejs, gnejsgranit, ådergnejs, hälleflinta, leptit, leptitgnejs, kvartsit, grönskiffer, grönsten, eklogit, fyllit, glimmerskiffer, fläckskiffer, marmor.

#### Orogen metamorfos
Orogen metamorfos är en regionalmetamorfos som sker i vid bergsveckning. Bergarter kan då pressas ihop eller töjas ut.

### Nedsänkningsmetamorfos
Nedsänkningsmetamorfos liknar regionalmetamorfos och övergår ofta i den. Det är en mycket svagt deformerande metamorfos som sker i de basala delarna av vissa stora sedimentkomplex.

### Dynamometamorfos eller kataklastisk metamorfos

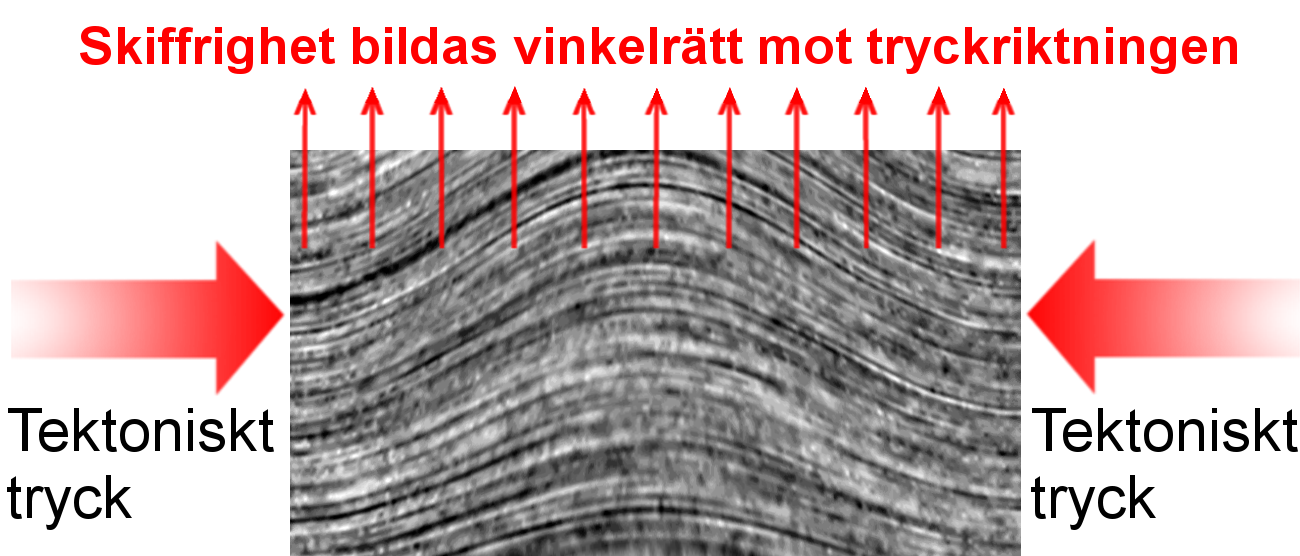
Illustration av hur dynamometamorfos kan gå till

Dynamometamorfos kallas även dynamisk metamorfos och är en metamorfos som främst sker genom ett tektoniskt tryck. Detta sker ofta i de översta delarna av ett tektoniskt aktivt område, längs förkastningar och överförskjutningar där både temperatur och tryck är relativt låga. Här är det ett riktat tryck avgörande för bergarternas metamorfos.
Kataklas är en typ av metamorfos där en bergart har blivit söndermald.
Deformationen kan ske genom hoptryckning, uttöjning eller skjuvning. Sådanna tryck kan i mindre skala vara lokaliserat till förkastningsplan, i så kallade kross- eller skjuvzoner. En krosszon är en spröd förkastningszon som ligger i jordskorpans översta delar där en avgörande förskjutning har ägt rum. En bergart som ofta bildas i en sådan zon är rivningsbreccia. Om en förskjutning sker längre ner i jordskorpan kan det där bildas en skjuvzon. Myloniter som bildas på grund av skjuvzoner är oftast mycket söndermalda.
Ett annat exempel på en bergart som genomgått dynamometamorfos är lerskiffer. Skiffrighet uppstår genom att glimmermineraler orienteras vinkelrät riktning mot trycket.

### Kontaktmetamorfos

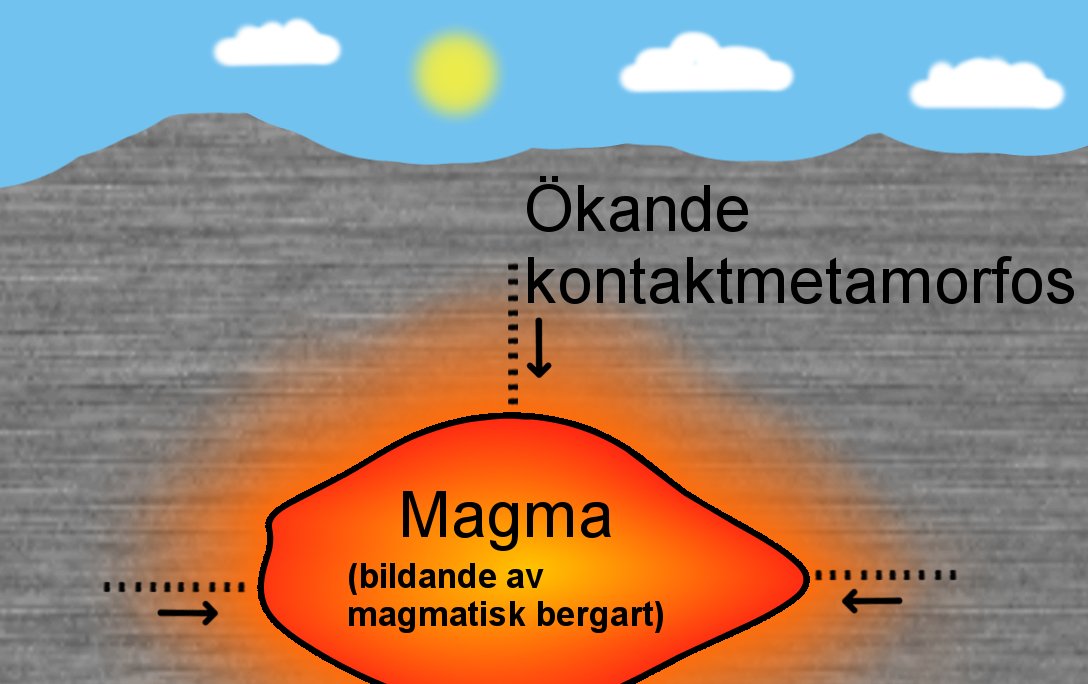
Kontaktmetamorfos

Kontaktmetamorfos kallas även termisk metamorfos eller termometamorfos och sker genom hög temperatur. I områden där stora mängder magmatiska bergarter som till exempel granit bildas, kan så mycket värme spridas att omgivande bergarter kan omvandlas. Denna omvandling kallas kontaktmetamorfos.
Den zon kring den magmatiska intrusionen där tecken på en kontaktmetamorfos finns kallas aureol, kontaktaureol eller kontaktgård.
Kontaktmetamorfos är en lokal metamorfos till skillnad från den vidsträckande regiomalmetamorfosen.
Exempel på bergarter som kan bildas genom kontaktmetamorfos men vissa även på andra sätt är fläckskiffer, hornfels och marmor.

#### Pyrometamorfos
Pyrometamorfos är en kontaktmetamorfos som sker under hög temperatur och mycket lågt tryck. En sådan metamorfos kan ske vid roten av och inuti vulkaner.

### Chockmetamorfos eller impaktmetamorfos
Stora meteoriter som slår ner kan bilda en impaktstruktur i den underliggande berggrunden, bergarter som bildas kallas chockmetamorfa bergarter eller impaktbergarter. Dessa bergarter har under en mycket kort tid utsatts för en mycket snabba chockvågor (högtrycksvågor). Bergarten som träffas av en meteorit kan spricka, krossas eller till och med smältas av anslagsenergin. Kornstorleken vid impaktbergarter varierar. Slagkäglor med radiella sprickmönster kan bildas. På månen är denna typ av metamorfos är vanlig. Impaktmetamorfa bergarter finns i Siljansringen i sydcentrala Sverige.

### Metasomatos
Metasomatos kallas även förträngning och är en omvandling där en tidigare bergart ändrar sin tidigare kemiska sammansättning genom materialutbyte med omgivningen. Omvandlingen kan vara ett fullständigt utbyte av det tidigare materialet eller ett partiellt. Utbytet sker genom bortförsel av vissa ämnen och tillförsel av andra genom lösningar eller gaser.
I berggrunden under havsbotten strömmar varma vattenlösningar. Dessa lösningar kan vara restmagmatiska dvs att de tidigare ingått i en magma men blivit över efter att resten av magman kristalliserat. Eller så består lösningarna av grundvatten som värmts upp av magmaintrusiv. Lösningarna omfördelar bergarternas kemiska sammansättning genom metasomatos. Detta kan ske som en regional metamorfos (se ovan) eller mer lokalt.

## Metamorfa facies

Graden av metamorfos hos bergarter som härstammar från en basaltisk magma; facies kan beskrivas med detta diagram.
Exempel: Amfibolit har omvandlats under tryck i intervallet 2–12 kilobar (0,2–1,2 GPa och temperatur i intervallet 450–750 °C.

Kombinationer av mineral som är vanliga i naturen är stabila inom olika tryck- och temperaturområden, dessa områden kallar man metamorfa facies.
Man brukar oftast särskilja sju olika facies. Dessa kallas zeolit-, hornfels-, grönskiffer-, blåskiffer-, amfibolit-, eklogit- och granulitfacies.
- Zeolitfacies hittar man där både tryck och temperaturer är relativt låga.[26]

- Hornfelsfacies finns där vulkanisk aktivitet är hög som ovanför subduktionszoner samt vid divergerande plattgränser och mantelplymer.[24]

- Grönskifferfacies finns i områden med regional metamorfos av låg grad.[27]

- Blåskifferfacies finns i subduktionszoner där temperaturen är relativt låg. Det är där oceanskorpan och sediment trycks ner och skrapas av mot en överliggande ocean- eller kontinentskorpa.

- Amfibolitfacies finns i regionalmetamorfa områden av medelhög grad.[28]

- Eklogitfacies finns i områden med stort ej riktat tryck och höga temperaturer.[29]

- Granulitfacies finns där både temperatur och tryck är högt, i centrum av en orogen zon. Här ligger gränsen mellan metamorfa och magmatiska bergarter där migmatiter bildas och bergarten kan genomgå en partiell smältning.[24]

## Kännetecken hos metamorfa bergarter

### Metamorfa mineral
Det finns vissa mineral som oftast bildas genom metamorfos. Exempel på sådana mineral är granat, sillimanit och cordierit.

### Metamorfa strukturer
Struktur handlar om till exempel mönster och former man kan upptäcka hos en bergart utan att använda hjälpmedel som mikroskop.
Foliation kallas parallellstrukturer som är vanliga inom metamorfa bergarter. Det finns typerna skiffrig-, gnejsig- och bandad foliation. Lineation är en linjär struktur.
Skiffrighet bildas genom en process kallad förskiffring, detta kan ske genom metamorfos genom ett riktat tryck samt vid temperaturer över 300 °C som får mineral i en bergart att bli mer parallellorienterade. Denna riktning kommer att vara vinkelrät mot tryckriktningen.
Leptitgnejs är en grov leptit med gnejsig struktur.
En struktur som kan uppstå hos bergarter som utsatts för mekanisk metamorfos kallas flaserstruktur. Denna struktur påminner om en som bildats hos vissa magmatiska bergarter som kallas flytstruktur eller fluidalstruktur. Flytstruktur är ett mönster av vågor eller virvlar i bergarter som är glasiga eller finkorniga.

### Metamorfa texturer
Textur syftar till mikroskopiska egenskaper hos en bergart.
Metamorfa bergarter har karaktäristiskt en kristalloblastisk textur. Detta innebär att deras kristaller har en mycket oregelbunden yttre form. Kristalloblaster är mineralkristaller som endast bildas vid metamorfos.
En metamorf bergart är antingen granoblastisk eller porfyroblastisk i sin textur. I granoblastiska strukturer är alla kristallkorn av ungefär samma storlek. Om stora kristaller kallade porfyroblaster växt i en fin- eller mellankornig mellanmassa så kallas strukturen porfyroblastisk.
Fläckskiffer har till exempel porfyroblaster som kan bestå av mineral som andalusit, cordierit eller biotit.
Ögongnejs har porfyroblaster som är centimeterstora och består av fältspatkristaller.
Blaster är mineralkristaller som växt inuti bergarter genom rekristallisation under metamorfos, tillväxten kallas blastes.

## Bildgalleri

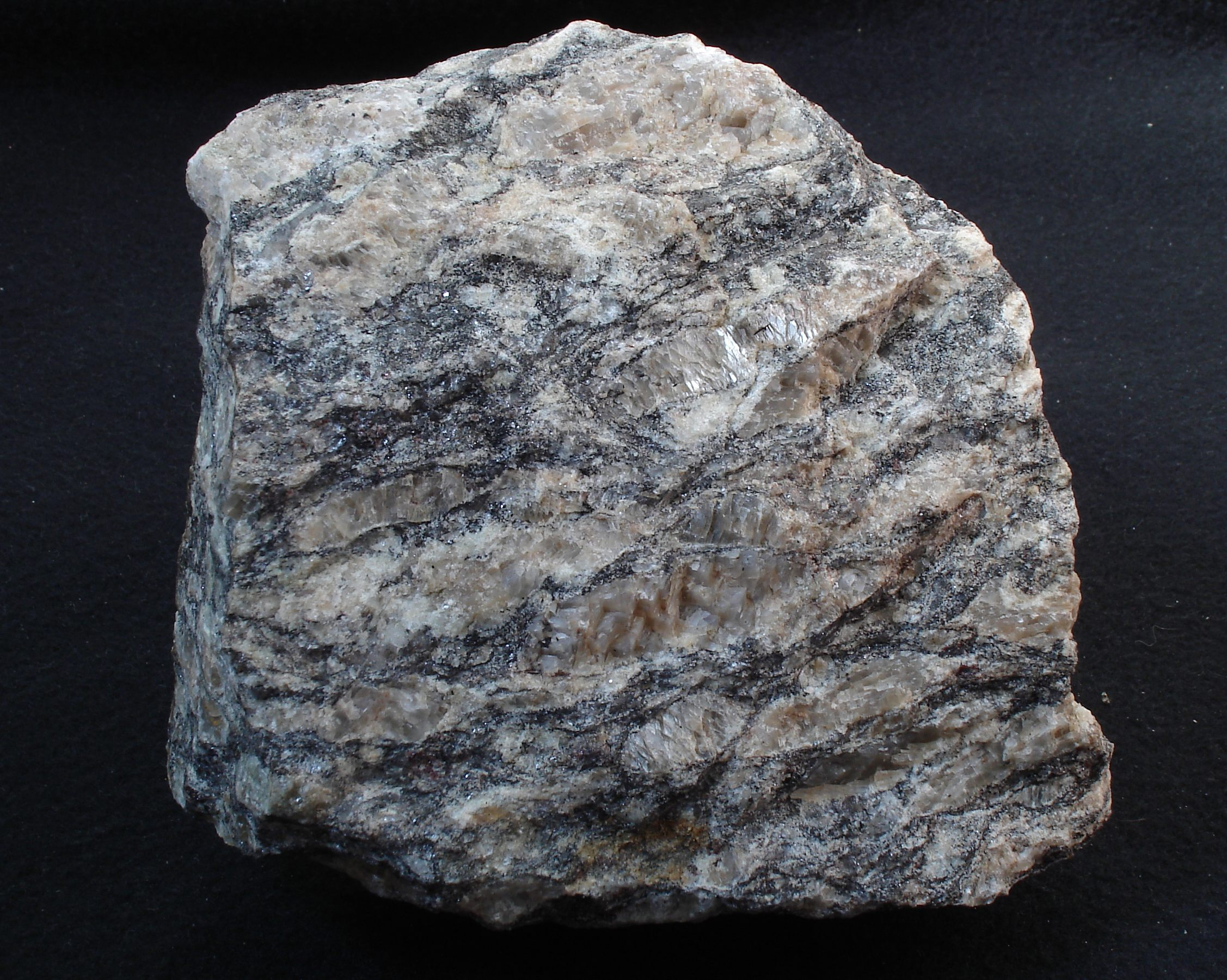
Gnejs
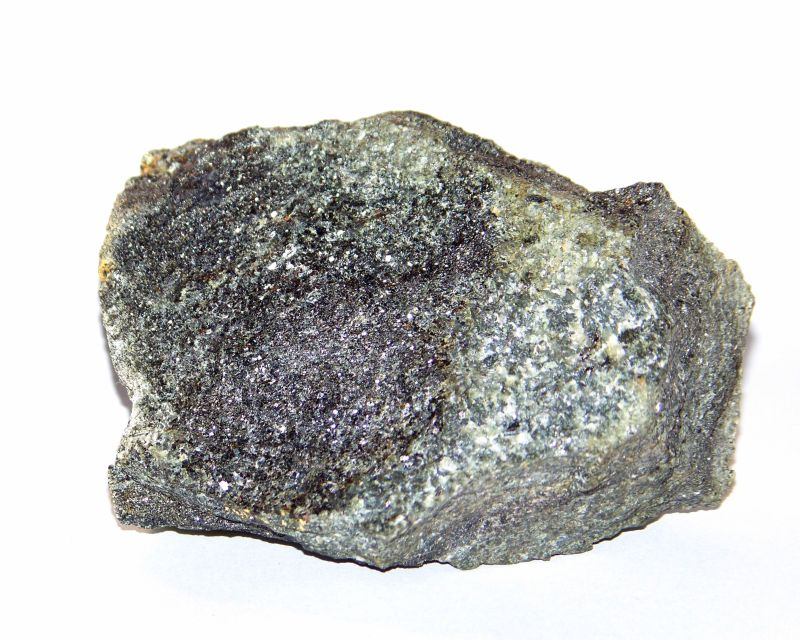
Amfibolit
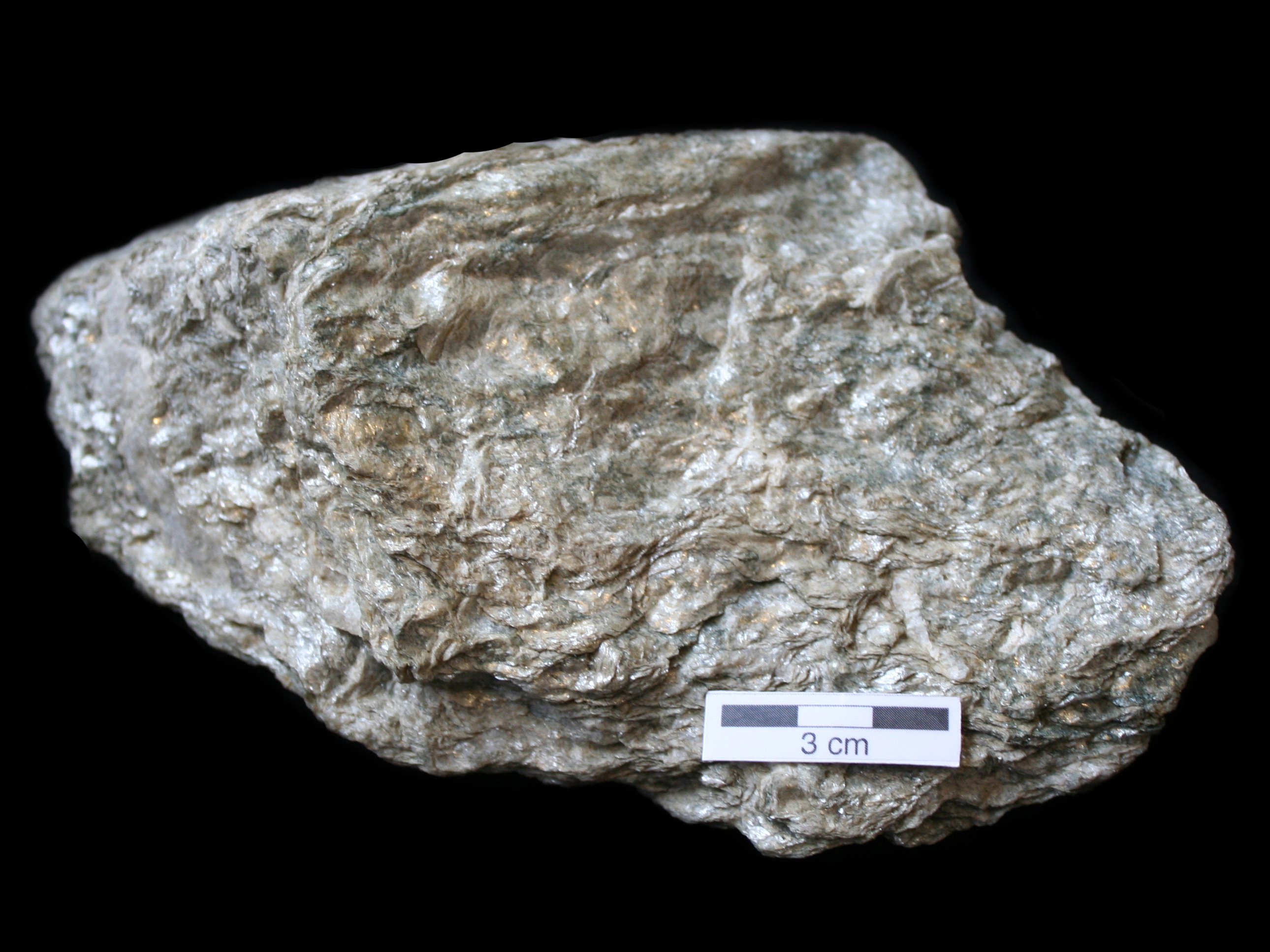
Glimmerskiffer
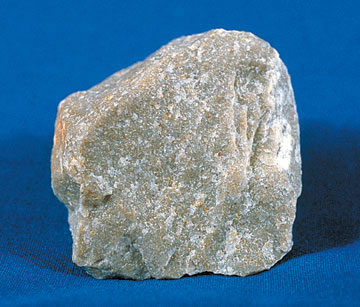
Kvartsit
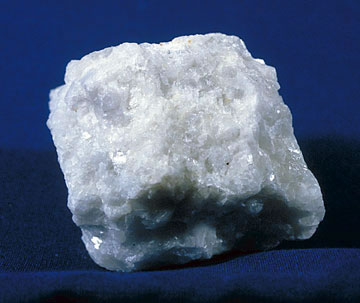
Marmor
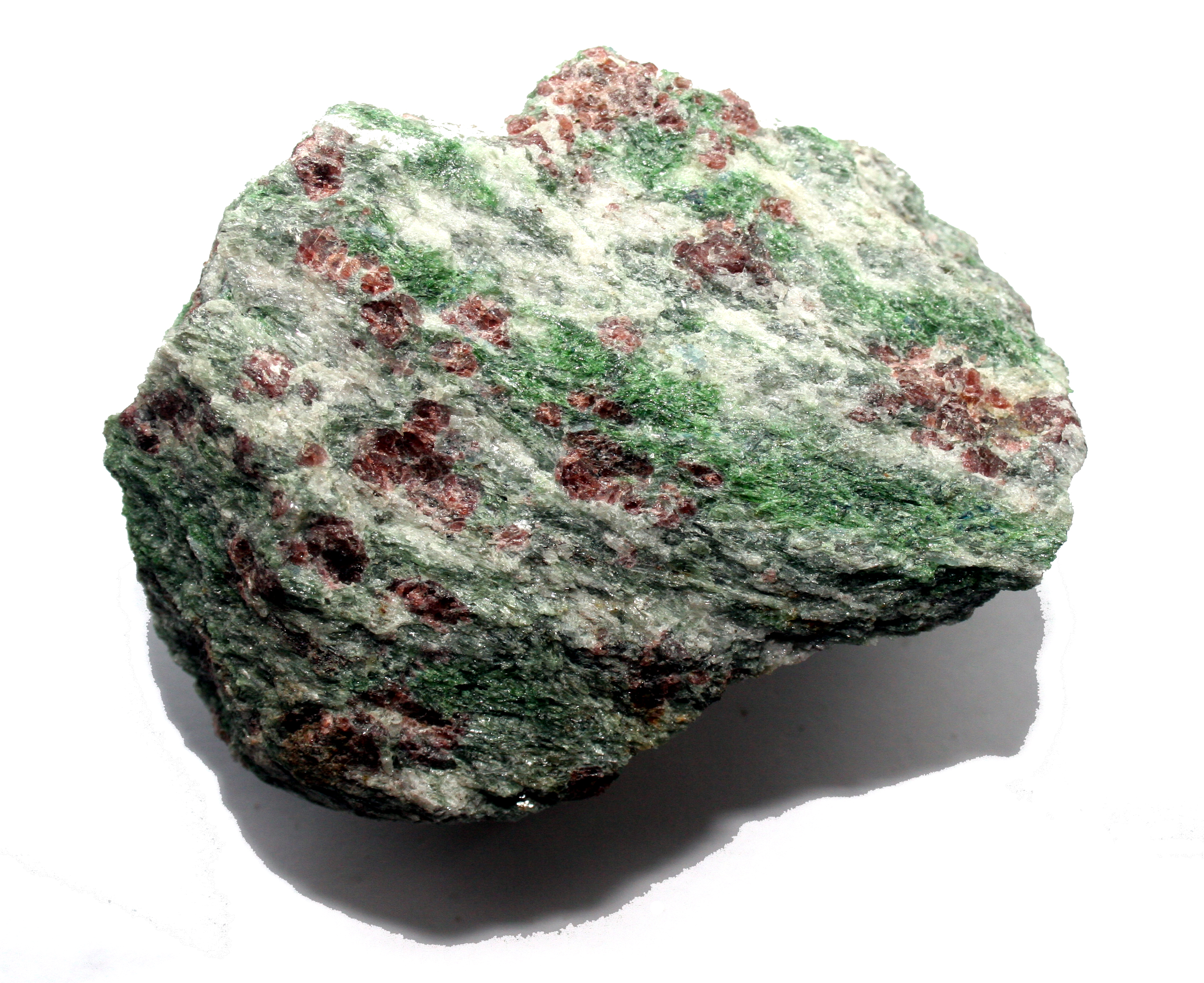
Eklogit
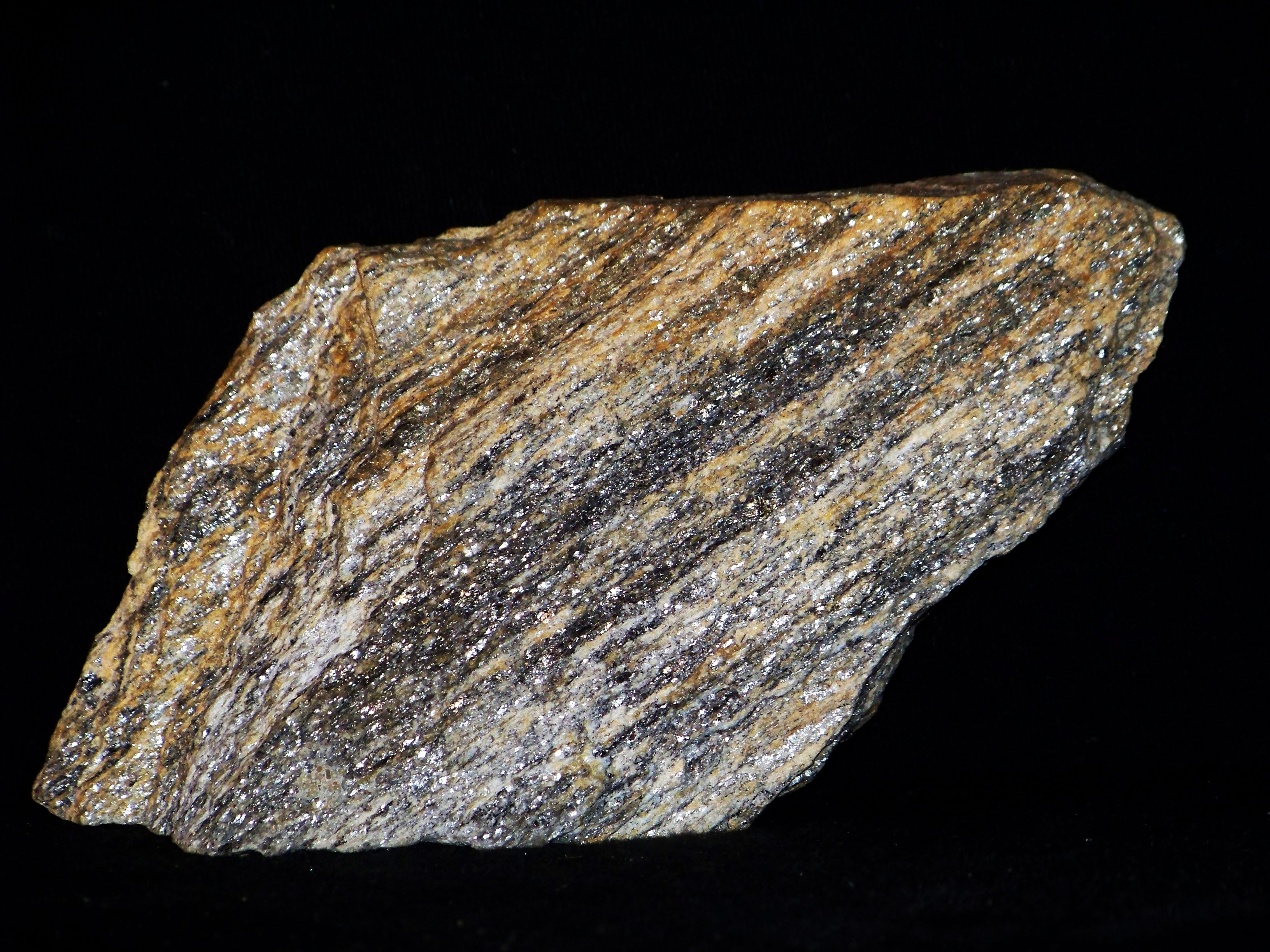
Mylonit
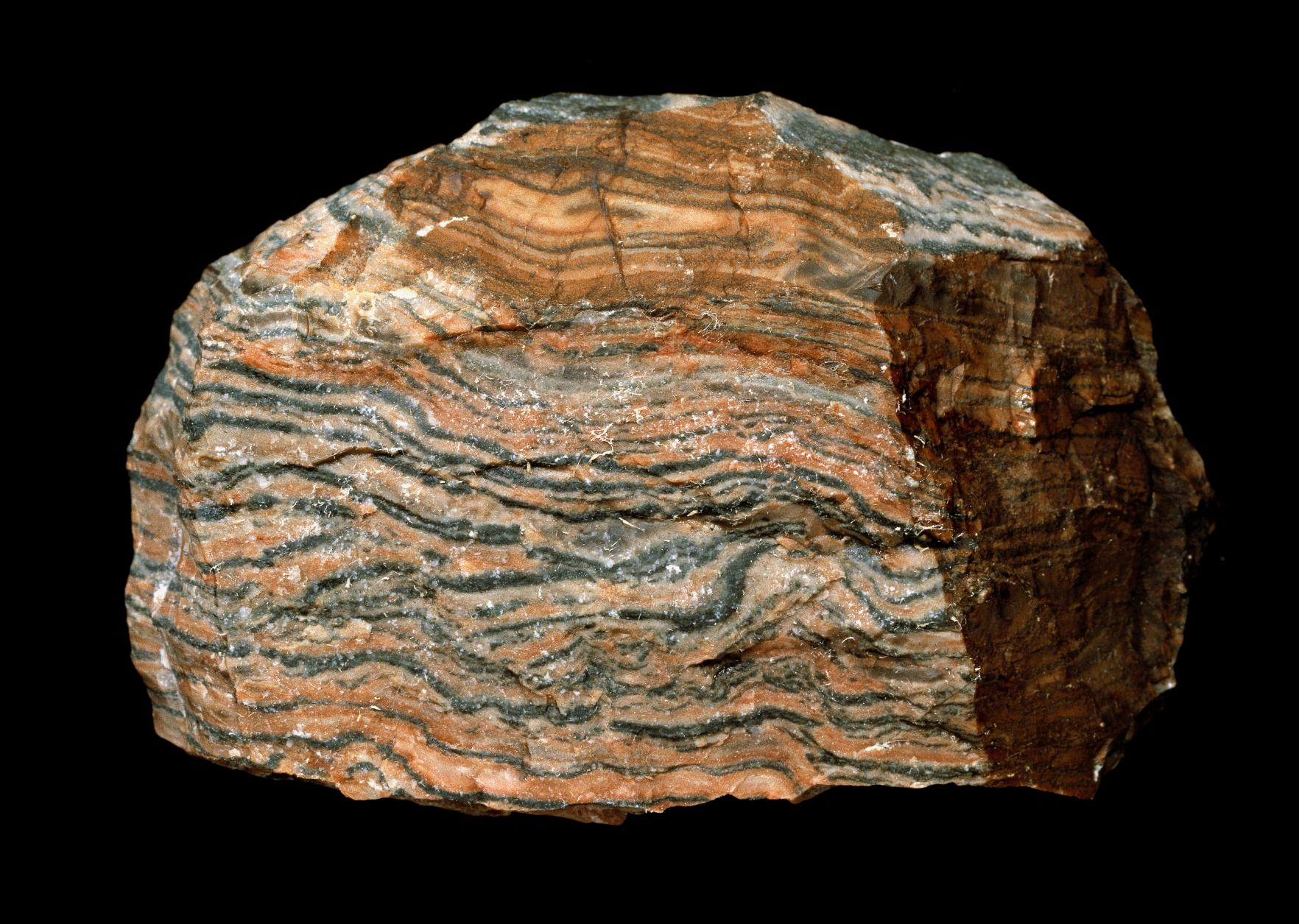
Hälleflinta